# Теодор Асински
Теодор Асински (стгрч. Θεοδωρος ο Ασινευς Θεοδωρος ο Ασινευς) (прет. 275-360), старогрчки филозоф, представник неоплатонизма, ученик Порфирија, затим Јамвлиха из Халкиде.
Биографија Теодора Асинског је приближно обновљена. Датуми рођења и смрти су спекулативни. Поуздано се зна да је рођен у последњој трећини 3. века, када Плотин више није био међу живима и када је Порфирије био у успону. Јамвлих је био старији Теодоров савременик. Такође је нејасно одакле потиче, наиме,три града су била позната под именом Асина само на Пелопонезу - у Арголиди, у Спарти и у Месенији.
Познати су наслови два несачувана дела Теодора Асинског: „О именима“ и „О томе да је душа све еидос“. Сачувани су само фрагменти коментара на Платонове дијалоге Тимеј и Федон (претпоставља се да је Теодор састављао коментаре на Републику, Филеб и Аристотелове категорије).
Као Јамвлихов ученик, развио је своје идеје, али га је критиковао у низу тачака и вратио се на Порфиријеве дефиниције. Теодор је у своју тријаду укључио синтетизоване одредбе Порфирија и Јамвлиха о настанку и структури трансценденталног света и тиме поставио основу за коначни систем неоплатонизма, који је касније развио и довршио Прокл.
Теодоров „побољшани“ тријадни систем Порфирије-Јамвлих још не добија ону углађену целовитост коју касније налазимо код Прокла. Међутим, код Теодора све тријадне поделе добијају јасноћу и недвосмисленост, а сам Теодоров систем у дијалектици три стадијума ноуменалног региона је значајан корак напред.
Ову троструку поделу Теодор схвата као поделу на три логичка момента – 
1. ) замисливи, интелигибилни ум,
2. ) мислећи ум и који се завршава са
3. ) демијуршки ум.

Ова трострука подела ума није била формализована код Теодорових претходника, посебно код Јамвлиха, који је супротставио мисливо (το νοητον) и мишљење (το νοερον). Теодор, напротив, након што је синтетизовао оба ова ума, де факто добија трећи, што је била стварна логичка позиција таквог демијуршког ума-[првопокретача], који о себи мисли да већ мисли о себи, итд. је „вечни мотор“ за све [егзистенцијално] ниже што хијерархијски укључује.
Коначну јасноћу по овом питању касније ће донети Прокло, који де иуре проглашава да је демијургијски ум и замислив и мислећи и на тај начин даје тријадној дијалектици неоплатонизма (посебно Теодоруса) њен коначни облик. Тако, преко Теодора Асинског, та још увек само дескриптивна слика три ума, која већ постоји код Плотина и Амелија, добија формалну терминолошку консолидацију.